# オルトク
オルトク（Ortogh）、オルタック、または斡脱（あつだつ）とは、トルコ語で「仲間」「友」「パートナー」を意味する共同出資の組織。元朝支配下の中国で支配機構の一翼を担い、ムスリムの特権御用商人によって構成された。モンゴルが一時代を形成した13世紀後半から14世紀中葉にかけての特異な商業形態のひとつ。オルトクをあらわす漢語「斡脱」は、トルコ語発音を漢字で音写したものである。

## 概要
オルトクの原型は、遊牧民と商人による安全保障の関係にあるとされる。遊牧民は道中の安全を保障し、商人は交易や情報収集を代行した。10世紀の遊牧民グズ族とムスリム商人の関係が、イブン・ファドラーンの旅行記に描かれている。
徴税その他、農耕社会を統治する知識や経験に乏しいモンゴル帝国の支配層のもとでは、ムスリム商人が財務官僚として力をふるった。商業を通じて宮廷へ出入りし、やがてモンゴル貴族や皇帝の信任を受けるに至ったムスリム商人は、民族的出自よりも能力を重視したモンゴルによってしばしば重用された。ムスリム商人を中心として共同出資の組織「オルトク」が作られ、通商、運輸、金融、徴税など種々の経済活動を営んだ。モンケの時代には、すでにオルトク（オルタック）と呼ばれていた記述がある。モンゴル帝国の財務官となったマフムード・ヤラワチは、通貨もまた財産の一形態であり、需要と供給の均衡関係が保たれれば価値をもつとの意見を唱えた。占領地の税務行政が銀の取り立てに特化したのも、当時の国際通貨である銀を獲得して貿易への投資に振り向けるためであった。
元朝を建てたクビライは、1271年の皇帝即位以前からウイグル人、契丹人、漢民族、女真族などからなる多種族混成の実務集団を抱えていた。元朝成立後の中国では、人々はモンゴル人、色目人、漢人、南人の4つに分類された。経済に明るい色目人、特にムスリム商人には財政部門を担当させた。ムスリム商人の他にオルトクに属した者としてはウイグル商人、そして少数ながら漢人やキリスト教徒もいた。
クビライはこれらのオルトク（オルタック）に利権を与えて、元朝の公的な支配機構にとりこんでいった。しかし、商業税や専売税の徴税請負など、中国の伝統的な財政観、通貨観に馴染まない政策を採り、しばしば中国人を経済的に搾取したことは彼らの怨嗟の対象となることもあった。また、オルトク（オルタック）をはじめとする特定個人のみならず仏教・道教の寺院もまた、政府を経由せずに直接詔勅（「護持聖旨」もしくは「執把聖旨」と称する）によって当該者に与えられたので、しばしば制度や政令を乱す要因ともなった。